# Mustafa Özer
Mustafa Özer (Siirt, 27 agosto 1969) è un allenatore di calcio ed ex calciatore turco, di ruolo centrocampista o difensore, tecnico dell'Ankaraspor.
È il fratello maggiore di Hasan Özer, anch'egli calciatore.